# رايموند غيلمارتن
رايموند غيلمارتن (بالإنجليزية: Raymond Gilmartin)‏ هو شخصية أعمال أمريكي، ولد في 6 مارس 1941 في سايفيل في الولايات المتحدة.

## وصلات خارجية
- رايموند غيلمارتن على موقع إن إن دي بي (الإنجليزية)